# Banyallarga loxana
Banyallarga loxana là một loài Trichoptera trong họ Calamoceratidae. Chúng phân bố ở vùng Tân nhiệt đới.